# Jerzy Wiśniowiecki
Jerzy Korybut Wiśniowiecki herbu Korybut (zm. 1617) – marszałek Trybunału Głównego Koronnego w 1617 roku, kasztelan kijowski w latach 1609–1618, starosta czerkaski.
Syn kasztelana kijowskiego Michała.
Studiował na Uniwersytecie w Ingolstadt w 1594 roku i Uniwersytecie w Altdorfie w 1595 roku.